# Vrlika
Vrlika (Italiaans: Verlicca) is een kleine stad in het binnenland van het Kroatische Dalmatië. Het dorp heeft een inwoneraantal van 959, in de gemeente wonen 2705 mensen (2001) op een oppervlakte van 237,73 km2. De dichtstbijzijnde groteren plaatsen zijn Sinj, Knin, en Drniš.

## Geschiedenis
Vrlika wordt voor het eerst in de 7e eeuw genoemde toen de Kroaten naar het gebied kwamen en een nederzetting stichtten naast de rivier de Cetina, in een veld onder de berg de Dinara. In de 9e eeuw werd de eerste kerk hier gebouwd en deze bestaat nog steeds. Cultureel werd het gebied rond die tijd beïnvloed door de Franken, van wie ook archeologische overblijfselen gevonden zijn.
De middeleeuwse geschiedenis van Vrlika eindigde met de inval van de Ottomanen, de bevolking werd gedwongen zich te bekeren tot de Islam, of het dorp te verlaten. Velen van hen gingen naar het eiland Olib in de Adriatische Zee.

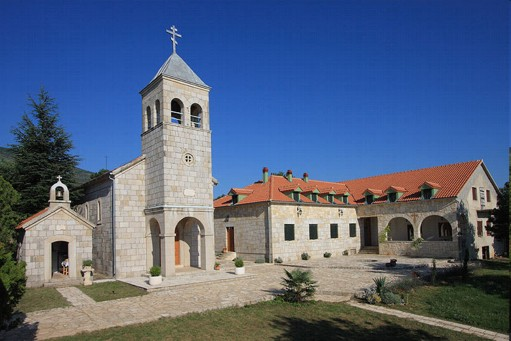

Steden (gradovi): Split · Hvar · Imotski · Kaštela · Komiža · Makarska · Omiš · Sinj · Solin · Stari Grad · Supetar · Trilj · Trogir · Vis · Vrgorac · Vrlika

Gemeenten (općine): Baška Voda · Bol · Brela · Cista Provo · Dicmo · Dugi Rat · Dugopolje · Gradac · Hrvace · Jelsa · Klis · Lećevica · Lokvičići · Lovreć · Marina · Milna · Muć · Nerežišća · Okrug · Otok · Podbablje · Podgora · Podstrana · Postira · Prgomet · Primorski Dolac · Proložac · Pučišća · Runovići · Seget · Selca · Sućuraj · Sutivan · Šestanovac · Šolta · Tučepi · Zadvarje · Zagvozd · Zmijavci